# Achada (São Miguel)
Achada é uma freguesia portuguesa do município de Nordeste, na ilha de São Miguel, Região Autónoma dos Açores, com 11,19 km² de área e 387 habitantes (censo de 2021). A sua densidade populacional é 34,6 hab./km².
Com lugares desta freguesia foi criada a freguesia de Santana (Decreto Lei n.º 42.997, de 01/06/1960).

## História

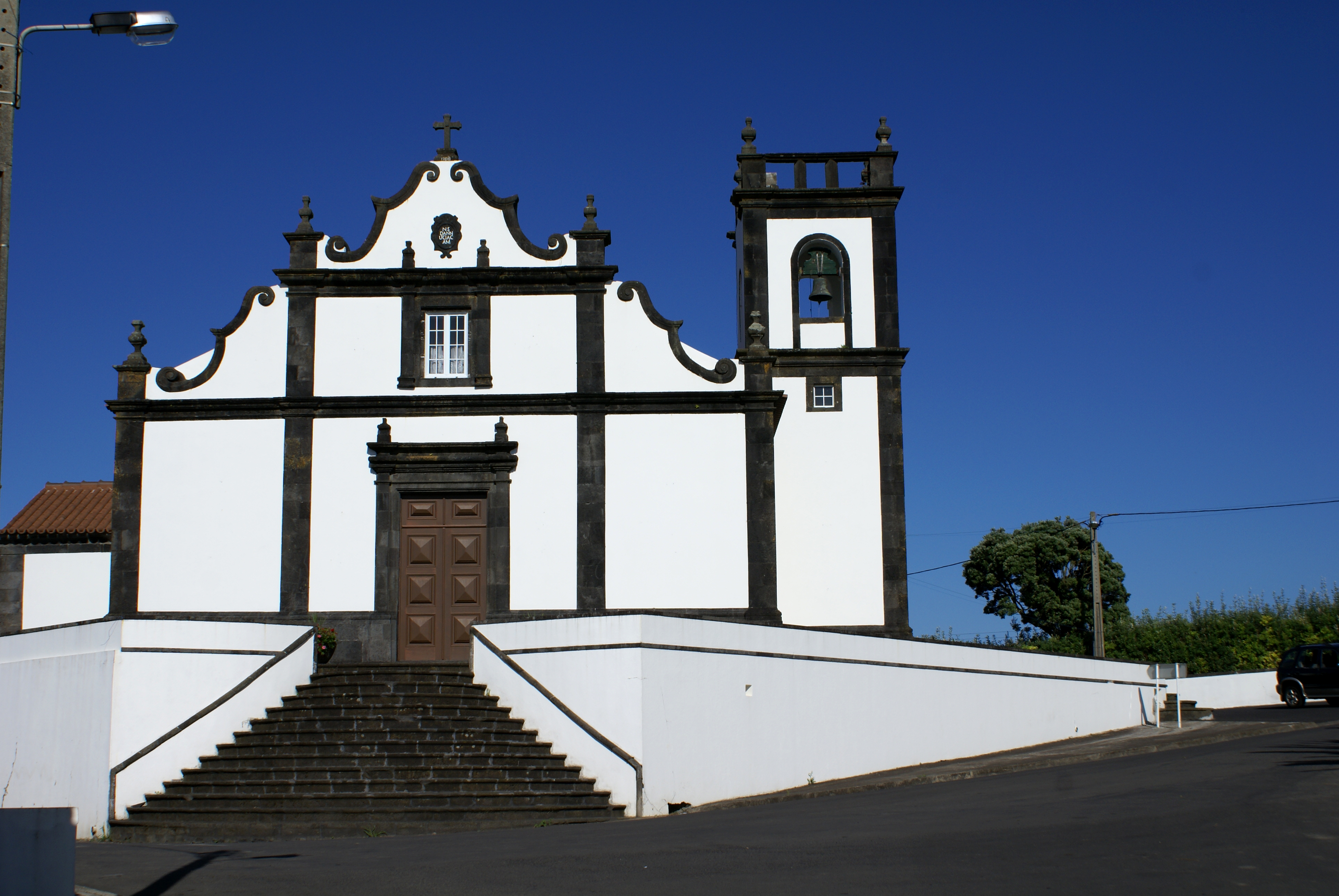
Igreja da Nossa Senhora da Anunciação, Achada, Nordeste, Ilha de São Miguel, Açores

Achada, freguesia do concelho do Nordeste, situa-se a nordeste da ilha de São Miguel, a uma distância de 20 quilómetros da sua sede concelhia e possui uma área de 11,19 quilómetros quadrados, que compreende os lugares de Achada, Feteira Grande e Feiteira Pequena.  Esta freguesia situa-se na zona ocidental do concelho, na área planática, visto este ser constituído por duas zonas, sendo a oriental montanhosa, onde se situa a maior altitude da ilha de São Miguel, com 1.105 metros.
Segundo Gaspar Frutuoso, a freguesia de Achada já se encontraria povoada na primeira metade do século XVI. For propriedade de Antão Rodrigues da Câmara, descendente do terceiro capitão donotário de São Miguel, procedendo ao arroteamento e venda dessas propriedades, imediatamente após a tomada de posse sobre as mesmas.
No ano de 1526, este ligar possuía já uma igreja paroquial, dedicada a Nossa Senhora da Graça, orado que mais tarde seria alterado para Nossa Senhora da Anunciação.
Quanto aos lugares que a constituem, presume-se que o povoamento de Feteira tenha sido tardio, o que leva a crer que em 1563, ano do terramoto, este local ainda não era habitado, tendo ficando cheio de cinzas e pedras pomes. O seu povoamento deu-se na segunda metade do século XVI, sendo povoado em dois sítios: o de Feteira Grande, e em cima, e o de Feteira Pequena, em baixo. Neste último lugar foi construída uma ermida de invocação a Santa Ana, a sede de um curato que, na realidade, se encontrava dependente da paróquia de Nossa Senhora da Anunciação da Achada. Esta Igreja encontrava-se, no século XIX, em avançado estado de degradação, chegando a este estado por ser insuficiente para satisfazer as necessidades de culto da população e passando, nesta altura, por remodelações e ampliações, Desta forma, este templo foi substituído pelo actual, em 1869, tendo a despesa da sua construção ficado a cargo do povo.
Na fase primitiva do povoamento, ainda no século XV, deu-se início ao cultivo do trigo e a sua exportação para o continente e praças agricanas, graças á espantosa fertilidade verificada na região, criada a partir dos húms que durante anos se foi acumulando pela vegetação espontânea e também devido á cinza resultante das queimadas. No entanto, o trigo aqui cultivado não se destinava apenas à exportação, na medida em que também era utilizado no fabrico do biscoito, com o objetivo de prover os navios que passavam por estes portos. A freguesia de Achada possui um pequeno porto, com grande importância no passado, visto que por ali embarcavam os cereais aqui produzidos.
Apesar de criada no século XVI, a freguesia de Achada só foi concluída no Concelho do Nordeste em 1820.
Quando ao seu topónimo, o nome Achada deriva de achanada, um vocábulo antigo que significa aplanada ou zona plana, Este vocábulo é muito utilizado em todo o país, em especial na parte sul, sendo muito frequente nas ilha adjacentes. O topónimo dos lugares de Feteira Grande e Feteira Pequena, teve origem no facto de, no início do seu povoamento, existirem aqui muitos fetos.

## Demografia
A população registada nos censos foi:
| Distribuição da População por Grupos Etários | Distribuição da População por Grupos Etários | Distribuição da População por Grupos Etários | Distribuição da População por Grupos Etários | Distribuição da População por Grupos Etários |
| -------------------------------------------- | -------------------------------------------- | -------------------------------------------- | -------------------------------------------- | -------------------------------------------- |
| Ano                                          | 0-14 Anos                                    | 15-24 Anos                                   | 25-64 Anos                                   | > 65 Anos                                    |
| 2001                                         | 94                                           | 73                                           | 237                                          | 99                                           |
| 2011                                         | 75                                           | 41                                           | 213                                          | 107                                          |
| 2021                                         | 39                                           | 56                                           | 201                                          | 91                                           |

## Desenvolvimento e turismo

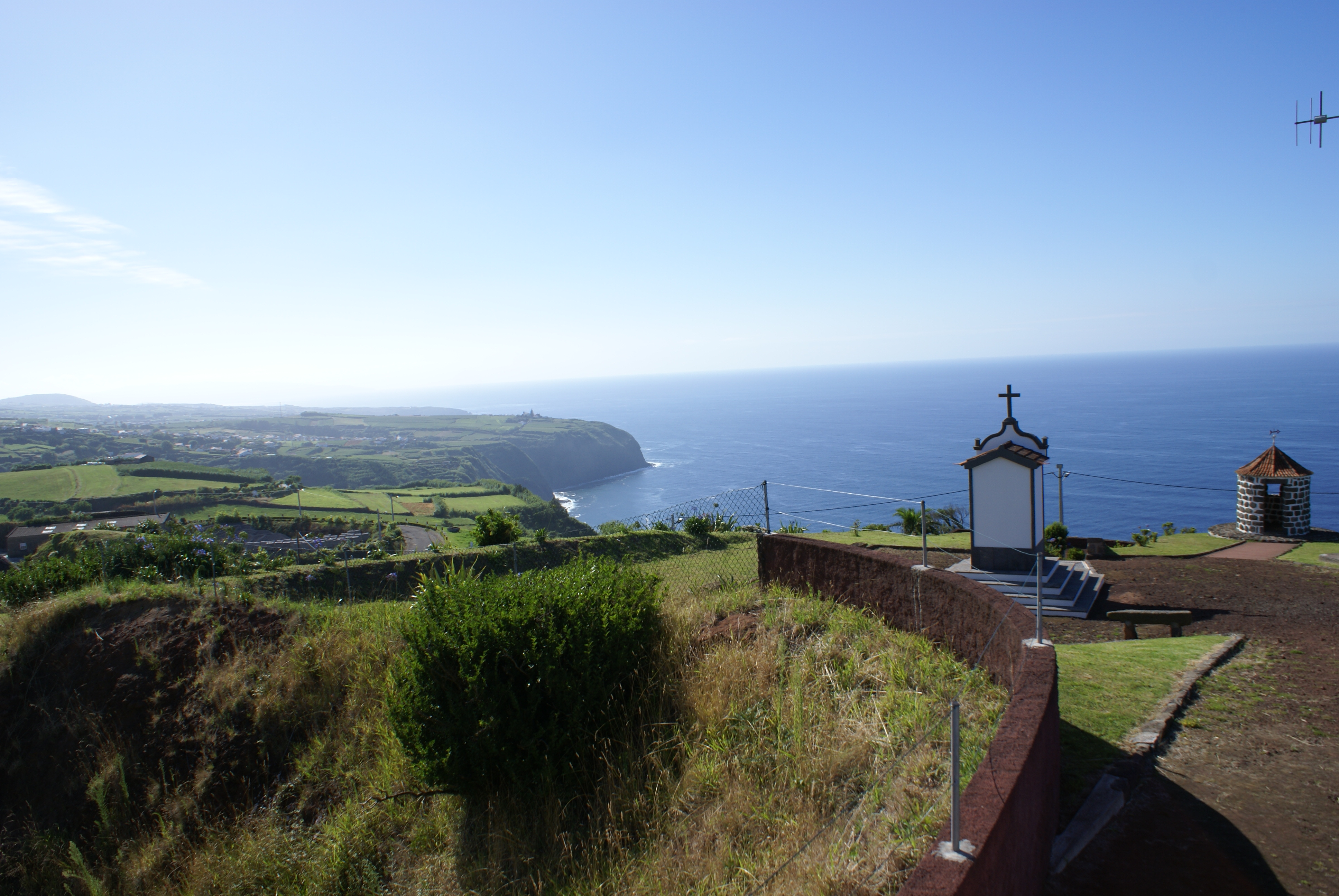
Vista da Ponta da Achada através do Miradouro da Baleia, São Miguel, Açores

A freguesia é portadora de património arquitectónico. Dentre os locais a se visitar, há:
- Igreja Matriz
- Memorial ao Poeta Virgílio de Oliveira
- Moinhos de Água
- Nicho de Nossa Senhora de Fátima
- Miradouro do Adro da Igreja
- Ribeira dos Caldeirões (Queda de água)
- Porto de Pesca
- Jardim da Casa do Povo
- Jardim da Igreja
- Núcleo museológico da Achada (integra diversos artefactos do mundo rural, nomeadamente, utensílios agrícolas, domésticos e objectos ligados à emigração e ao culto do Divino Espírito Santo)

As associações da Achada são representadas por uma colectividade, que promove actividades no âmbito da cultura, e favorece o desenvolvimento da freguesia, com o apoio dado ao comércio.

## Desenvolvimento Económico
A nível económico, a população dedica-se essencialmente ao sector primário, ou seja, à agricultura, como o cultivo da batata,e à pecuária com a criação de gado bovino,tudo isto favorecido pela fertilidade do solo. Quanto ao sector secundário,este é inexistente na freguesia.
No que diz respeito ao sector terciário,esta freguesia é portadora de comércio,restauração e serviços,em número suficiente para satisfazer as necessidades básicas da população. Seguem-se alguns exemplos:
- Andrea Minimercado
- Construções Achadense. Lda
- Oficina Auto-Achadense
- Taxis
- Farmácia da Sta. Casa da Misericórdia
- Café e Restaurante Debbie
- Sede da Junta de Freguesia da Achada
- Casa do Povo de Achada
- Posto de Saúde (Casa do Povo) e Consultório Médico (Junta de Freguesia)
- Assistência Domiciliária- Santa Casa da Misericórdia do Nordeste
- Jardim de Infância e Escola 1.º Ciclo

## Tradições
Nesta freguesia realizam-se as seguintes festas populares:
- Sopas do Divino Espírito Santo: Esta festividade realiza-se na primeira semana de Junho.
- Império de São Pedro: Esta festa, dedicada ao santo popular São Pedro, é realizada na primeira semana de Julho.
- Festa da Senhora da Anunciação: A celebração dedicada à padroeira da freguesia, tem lugar em Agosto.
- Festas da Senhora da Vida: Esta festividade realiza-se no mês de Março.

## Equipamentos
Achada tem uma escola do ensino básico, uma igreja paroquial, uma praça, um cemitério e uma farmácia da Casa da Misericórdia. Tem também uma Casa do Povo, onde existe um posto de atendimento médico do Centro de Saúde de Nordeste. Tinha uma cooperativa agrícola, chamada "Os Camponeses De Achada", com minimercado de consumo, já encerrados. A Junta de Freguesia, disponibilizou um espaço na sua sede, onde a RIAC presta serviços a toda a população. O principal meio de subsistência é a agricultura, através da cultura da batata e a plantação de milho para servir de ração para gado bovino, assim como a criação de gado bovino. Ainda possui plantações de tabaco, vinha característica dos Açores (junto ao mar) e castas madeirenses de vinha trazidas da Ilha da Madeira por Jovino Dias.